# Фещенко-Чопівський Іван Адріянович
Іва́н Адрія́нович Фе́щенко-Чопі́вський  (20 січня 1884, м. Чуднів, Житомирщина — 2 вересня 1952, концтабір у с. Абезь, Республіка Комі, СРСР) — український учений-металург, громадський і політичний діяч, міністр Центральної Ради та Директорії.

## Рід Фещенків-Чоповичів
Рід Чоповських гербу Корвін сягає XVII ст. Після низки шляхетських повстань царат розпочав заходи з декласифікації колишньої шляхти. Іван Андріянович так згадував цей період:
|                                                                                                | …з плином часу [від XVII ст. — М. Я.] розмножився так, що в 1861 р. було їх [Чопівських чи Чоповських — М. Я.] уже 3063 душ обох статей. Вони рахувалися шляхтою, однак ні образом свого життя, ні зовнішнім одягом майже не відрізнялися від селян, хіба тільки тим, що були більш заможні та володіли більшою площею власного ґрунту[…]. В час приєднання уніятів до православ’я в 1839 р. — 43 душі обох статей перейшли на латинську віру, решта ж Чопівських (86%) повернулася до православ’я. Геральдія російського Правительствующого Сенату не затвердила за Чопівськими «дворянства» (шляхетства), однак земля залишилася за ними. |
| — Фещенко-Чопівський І. «Хроніка мого життя. Спогади міністра Центральної Ради та Директорії.» | |

У 1842 р. тут в Андрія Антоновича та Олени Фещенко-Чопівських народився син Адріян. Здобувати освіту він поїхав до губернського Житомира, де й отримав першу посаду на пошті як молодий урядовець. А згодом — призначення на самостійну роботу. Таким чином Адріян Фещенко-Чопівський опинився в старовинному містечку Чуднові, де він отримав призначення на посаду начальника поштової контори. Згодом одружився з дочкою священика з села Волосівки Марією Янчинською.

## Біографія
Народився Іван Фещенко-Чопівський 20 січня 1884 р.в м. Чуднів, що на Житомирщині у родині Адріяна Андрійовича Фещенка-Чопівського та Марії Михайлівний Фещенко-Чопівськогої. У Чуднові закінчив двокласну народну школу. У 1893 році поступив у підготовчий клас Першої Житомирської класичної гімназії. 28 лютого 1901 року помирає батько(в цей час їхня сім'я живе у Житомирі), то ж, щоб матеріально підтримати маму та молодшу сестру — ученицю Маріїнської гімназії, — Іван став підробляти репетиторством. Цим заробітком він оплачував своє навчання.
У 1903 закінчив Житомирську реальну гімназію й поступив на хімічний відділ Київської Політехніки, отримуючи спеціалізацію в розділі металургії. Закінчив Політехніку 1908 р., виконавши дипломну роботу з термічної обробки та дипломний проект мартенівської фабрики під керівництвом відомого металурга проф. Василя Іжевського. Протягом 1908—1909 рр. учителює в жіночій гімназії Плетеневої у Києві. У 1909 р. отримав посаду старшого асистента при кафедрі металургії. Разом з професором Чижевським відвідав 1910 р. Міжнародну виставку в Брюселі, Міжнародний конгрес з металургії в Дюссельдорфі, Лондон, Шеффілд і через Львів повернувся до Києва. 1913 р. успішно склав екзамени на звання ад'юнкта і в нагороду був відряджений на кошт Міністерства Промислу і Торгівлі в Німеччину на дворічне стажування в лабораторії відомих металографа Обергофера та металурга професора Сімерсбаха у м. Бресляу. Початок війни 1914 р. перервав його стажування, повертається через Швецію в Україну. Після повернення до Києва працював у Політехніці на посадах спочатку асистента, пізніше доцента, викладаючи пірометрію, металургію, металографію, термічну обробку. Працює інженером воєнного комітету для розподілу палива і металів, де глибоко вникає в проблеми економіки ресурсів України. У 1915 р. одружується зі студенткою філології Київського університету Капітоліною Ліхнякевич.
Із встановленням української державності Фещенко-Чопівський поринув у вир визвольної боротьби та політичних подій: діяч Української Партії Соціалістів-Федералістів, член Центральної Ради, голова Київської міської Національної Ради, голова Губерніальної Ради Київщини, директор Департаменту Промислу в уряді В.Винниченка(1917), з кінця лютого 1918 — міністр торгівлі й промислу в уряді В. Голубовича, заступник голови і міністр народного господарства в уряді Директорії, заступник прем'єр-міністра та міністр народного господарства в уряді С. Остапенка (1919); Голова Ради Республіки, створеної за рішенням Голови Директорії С. Петлюри, з місцем осідку на еміграції у Тарнові (лютий-серпень 1921). Після 220 днів діяльності Ради закінчився важливий державотворчий етап у житті Фещенка-Чопівського.
Влітку 1917 р. обраний гласним Київської міської думи від УПСФ. У квітні 1918 р. відмовився від цього мандату, оскільки був зайнятий міністерською посадою.
У травні 1917 року також отримує від М. Грушевського завдання про збір та аналіз матеріалів про природні багатства України. Першу частину книги «Матеріальні багатства та велика промисловість України» видає вже у 1918 р. У червні 1918 р. заарештований німецькою окупаційною владою за опозиційну журналістську діяльність супроти влади гетьмана Скоропадського. Перебуває 17 днів у Лук'янівській в'язниці Києва. У липні 1918 р. вдруге одружується зі співробітницею Військово-промислового комітету Зінаїдою Олександрівною Лукіною. У травні 1920 у Букарешті у них народжується дочка Ірина.
З 1922 Фещенко-Чопівський старший асистент кафедри металознавства Варшавської політехніки. У цьому ж році на запрошення ректора Гірничо-металургійної Академії в Кракові засновує кафедру металографії і загальної металургії та займає посаду завідувача і професора цієї кафедри. У 1923 р. приймає пропозицію зайняти посаду професора при кафедрі металургії Української (таємної) політехніки у Львові та розпочинає виклади на Технічних курсах Українського Технічкого Товариства у Льовові. Цього ж року народжується його син Юрко.

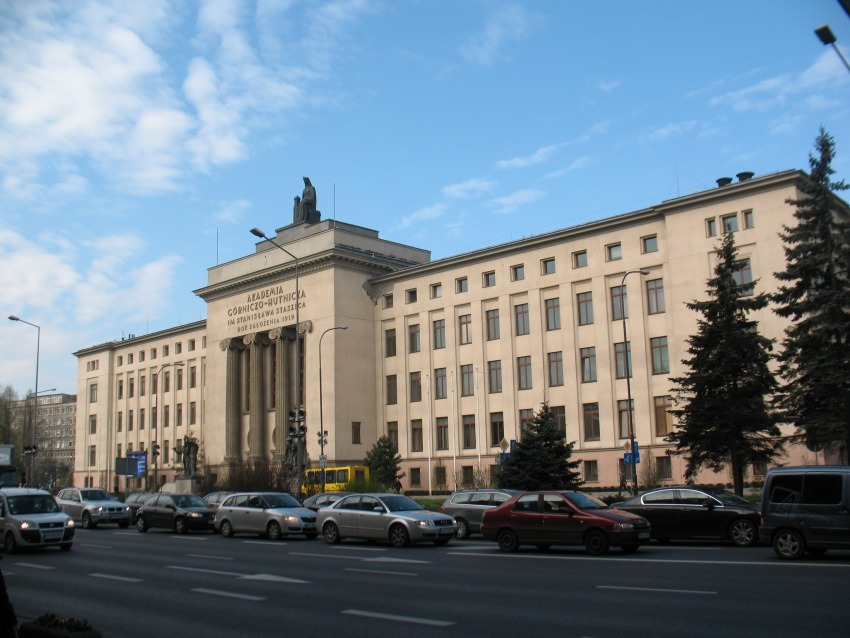
Будинок гірничо-металургійної академії в Кракові. 2012 р.

У 1925 році завершує формування дослідної лабораторії на створеній ним кафедрі металознавства Академії гірничої в Кракові, а в 1926 р. обраний дійсним членом Наукового товариства ім. Шевченка в Математично-природописно-лікарській секції. 3 червня 1926 р. обраний членом Інституту заліза і сталі в Лондоні (Iron and Steel Institute).
У 1927 р. захищає дисертацію на ступінь доктора наук «Про цементацію бором і берилієм заліза, нікелю і кобальту та деяких спеціальних сталей», роботу над якої розпочав у Київській політехніці; у 1931 — дисертацію «Бляхи парових котлів» на ступінь габілітованого доктора наук. З 1928 був також науковим дорадником, керівником дослідницької лабораторії металургійного заводу «Байльдон» у Катовицях. Від 1933 р. член-кореспондент польської Академії технічних наук. Був дійсним членом Наукового Товариства ім. Шевченка, Товариств металургів і механіків Польщі, металургів Німеччини (Verein deutscher Eisenhüttenleute), American Society of Metals, англ. Iron and Steel Institute, Institute of Metals. Член Українського технічного товариства. Опублікував понад 135 наукових праць укр., рос., пол., нім., англ., фр. мовами, головним чином з термічної, хіміко-термічної обробки, легування сталей. Найважливішими книгами його доробку є «Природні багатства України», написані й видані в 1919 р. на замовлення Голови Центральної Ради проф. М. Грушевського, тритомний підручник «Металознавство» (1930—1938).
У березні 1945 Фещенка-Чопівського заарештували органи НКВС на окупованих Червоною армією польських землях, у Катовицях, засуджений у Києві на 15 років заслання. Загинув від нелюдських умов утримання 2 вересня 1952 р. у концтаборі Абезь (Республіка Комі).

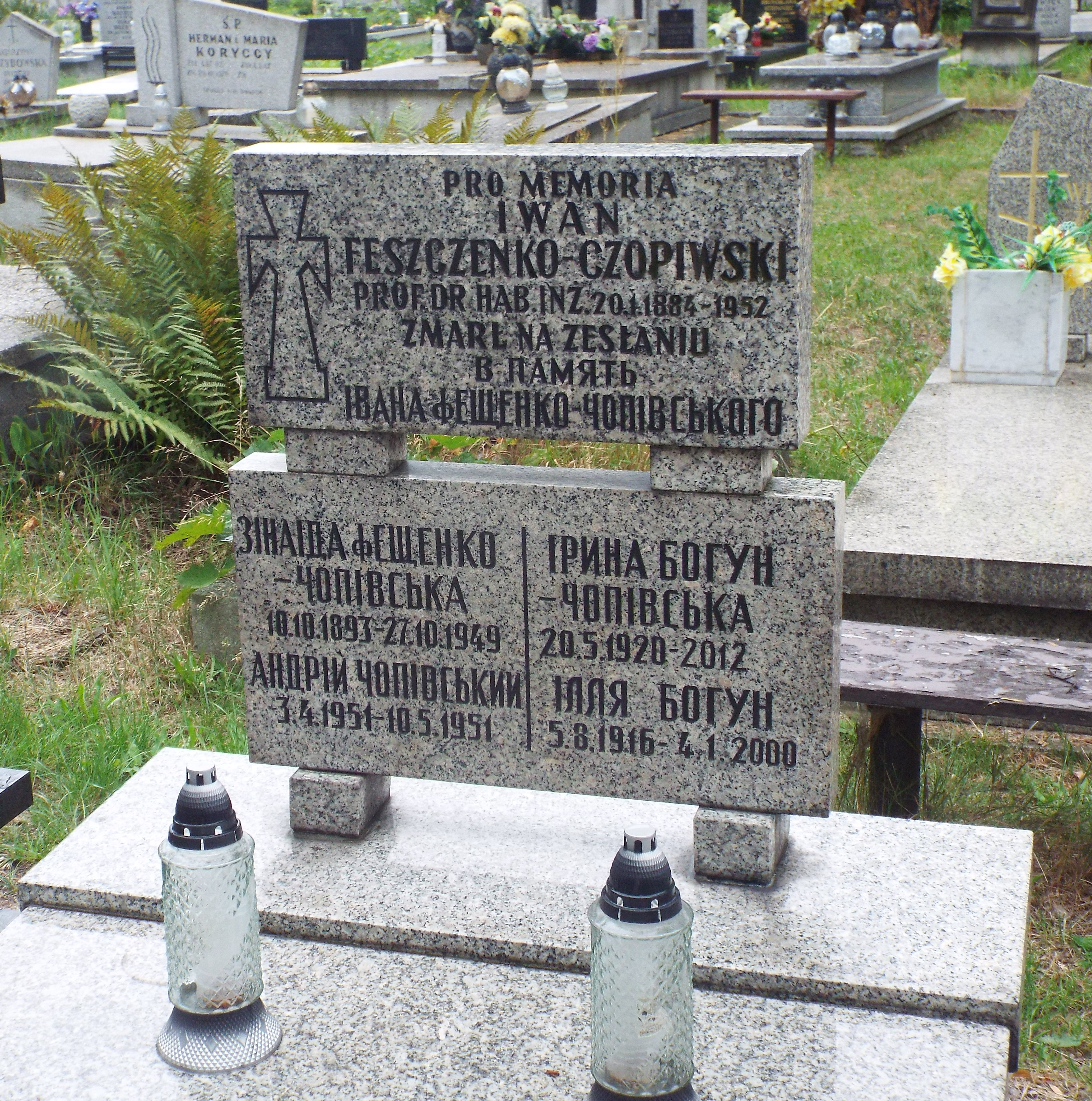
Символічний нагробок Івана Фещенко-Чопівського в Сосновці, Польща. Фото 2022 р.

1996 року у часі експедиції в Абезь віднайдена та впорядкована могила Івана Фещенка-Чопівського, на ній встановлений і освячений іменний металевий хрест. У м. Сосновець на православній ділянці міжконфесійного цвинтаря, поряд з могилою дружини — Зинаїди, знаходиться символічна могила І. А. Фещенко-Чопівського, координати поховання 50.286093°, 19.120329°.

## Вшанування пам'яті
- У головному корусі гірничо-металургійної академії в Кракові на кафедрі незалізних металів (всередині на 2 поверсі, праве крило) знаходиться меморіальна дошка присвячена І. Фещенко-Чопівському[8].
- Вулиці у Львові та Житомирі мають ім'я Фещенка-Чопівського.
- У Львові на вул. Квітки-Основ'яненка, 36 є таблиця І. Фещенко-Чопівському.
- 25 серпня 2023 року у місті Чуднів провулок Пушкіна перейменували на вулицю Івана Фещенка-Чопівського[9].

## Сім'я
- Дружина — Зінаїда Олександрівна Чопівська, уроджена Лукіна
- Син — Чопівський Юрій Іванович (1923—1988), професор медицини, розпочав медичні студії у Празькому університеті, а закінчив їх докторатом у Мюнхенському університеті в 1948 році. Був президентом медичного збору Грегам лікарні в Кантон (1959), потім президентом Мейсон лікарні (1962-63). Був також президентом Медичного товариства повіту Фултон, Іллінойс, а наприкінці — президентом медичного відділу Американської Міжнародної лікарні в Заян, Іллінойс.[10]
- Невістка — Чопівська Софія Костянтинівна (Клепачівська)
- Онуки — Чопівська Лідія Юріївна, Чопівський Андрій Юрійович, Чопівський Петро Юрійович (який у 1974 році з відзнакою закінчив Принстонський університет, у якому він концентрувався на біології та на слов'янських науках. Ще під час навчання отримав премію імені Вільяма Бомонта за виконання праці в галузі репродуктивної фізіології, а також стипендію на подорож до СРСР для поглиблення своїх студій. Диплом доктора медицини Петро Чопівський отримав 26 травня 1978 року у Джордж Вашингтон Університеті у Вашингтоні, спеціалізувався в царині родинної медицини, практикував у шпиталі Каліфорнійського університету), Чопівський Юрій Юрійович (американський бізнесмен)[11].
- Правнучка — Чопівська Алекса Юріївна (директор програм зі світової економіки в Інституті Аспена, виконавчий директор Американського центру Європейської України, засновник і виконавчий директор «Транснаціональної Освітньої Групи», для студентів спеціальності «Міжнародна інформація» на тему «Communication in US Congress and Ukraine Advocacy in America».)[12]